# ダンスタブル (イングランド)
ダンスタブル (Dunstable) は、イングランドのベッドフォードシャーにあるタウン。
ロンドンの北方48kmに位置する。

## 姉妹都市
- フランス ブルゴワン＝ジャイユー
- フランス ブリーヴ＝ラ＝ガイヤルド